# Arctia nigrolimbata
Arctia nigrolimbata là một loài bướm đêm thuộc phân họ Arctiinae, họ Erebidae.